# Kroksjön (Augerums socken, Blekinge)
Kroksjön är en sjö i Karlskrona kommun i Blekinge och ingår i Bruatorpsåns huvudavrinningsområde.